# Luís Alonso Pérez
Luís Alonso Pérez (Santos, 1 maart 1922 – aldaar, 15 juni 1972), beter bekend onder zijn bijnaam Lula, was een Braziliaans voetbaltrainer. Hij wordt beschouwd als een van de meest succesvolle Braziliaanse trainers uit de geschiedenis. Onder zijn leiding won Santos, met onder meer Pelé, Pepe en Coutinho in de gelederen, vijf opeenvolgende landstitels (1961-1965) en twee opeenvolgende Copas Libertadores (1962 en 1963). Beide prestaties zijn nooit door een andere Braziliaanse club of trainer geëvenaard.

## Erelijst als trainer van Santos
- Taça Brasil: 1961, 1962, 1963, 1964 en 1965
- Campeonato Paulista: 1955, 1956, 1958, 1960, 1961, 1962, 1964 en 1965
- Wereldbeker voetbal: 1962 en 1963
- Copa Libertadores: 1962 en 1963
- Torneio Rio-São Paulo: 1959, 1963, 1964 en 1966